# فيل ديفاني
فيل ديفاني (بالإنجليزية: Phil Devaney)‏ هو لاعب كرة قدم بريطاني، ولد في 12 فبراير 1969 في Huyton ‏ في المملكة المتحدة. لعب مع نادي بيرنلي.